# Alosterna
Alosterna is een kevergeslacht uit de familie van de boktorren (Cerambycidae). De wetenschappelijke naam van het geslacht werd voor het eerst geldig gepubliceerd in 1863 door Mulsant.

## Soorten
Alosterna omvat de volgende soorten:
- Alosterna anatolica Adlbauer, 1992
- Alosterna barimanii Danilevsky, 2010
- Alosterna chalybeella (Bates, 1884)
- Alosterna diversipes (Pic, 1929)
- Alosterna ingrica (Baeckmann, 1902)
- Alosterna pauli Pesarini, Rapuzzi & Sabbadini, 2004
- Alosterna scapularis (Heyden, 1879)
- Alosterna tabacicolor (Degeer, 1775)